# Iryna Hruszawa
Iryna Lwouna Hruszawa (biał. Ірына Львоўна Грушавая, ros. Ирина Львовна Грушевая, Irina Lwowna Gruszewa; ur. 1 września 1948 w Symferopolu) – białoruska działaczka społeczna, założycielka i członkini licznych białoruskich i międzynarodowych organizacji społecznych i fundacji; kandydat nauk filologicznych (odpowiednik polskiego stopnia doktora).

## Życiorys
Urodziła się 1 września 1948 roku w Symferopolu, w obwodzie krymskim Rosyjskiej FSRR, ZSRR. W 1982 roku uzyskała stopień kandydata nauk filologicznych (odpowiednik polskiego stopnia doktora. Temat jej dysertacji kandydackiej brzmiał: Środki funkcjonalno-stylistyczne złożonych wyrażeń imiesłowowych we współczesnym języku niemieckim. Następnie została docentem. Od 1990 roku wchodziła w skład zarządu Białoruskiej Fundacji Charytatywnej „Dzieciom Czarnobyla”. Od 1992 roku była współzałożycielką i prezesem Międzynarodowego Stowarzyszenia Współpracy Humanitarnej. Pełniła funkcję krajowego koordynatora Ekumenicznego Forum Kobiet Chrześcijanek Europy na Białorusi. Od 1994 roku wchodziła w skład komisji Forum Ekologii i Bioetyki. Była członkiem rzeczywistym komitetu kierowniczego letniej Europejskiej Akademii Żeńskiej w Boldern w Zurychu. Od 1998 roku pełniła funkcję prezesa Białoruskiego Forum Kobiet.

## Życie prywatne
Iryna Hruszawa była żoną Hienadzia Hruszawego – doktora nauk filozoficznych, działacza społecznego, polityka. Ma dwoje dzieci.